# Bazoches-au-Houlme

Bazoches-au-Houlme este o comună în departamentul Orne, Franța. În 1 ianuarie 2022 avea o populație de 455 de locuitori.